# Jules Van Den Driesch
Jules Van Den Driesch, né à Wavre-Sainte-Catherine le 10 mars 1918 et mort le 7 mars 1991 à Malines, est un joueur de football belge actif principalement durant les années 1940 en tant que [défenseur]. Il joue durant toute sa carrière au FC Malines, remportant trois titres de champion de Belgique.

## Carrière
Jules Van Den Driesch fait ses débuts en équipe première du FC Malines en 1937. L'équipe évolue alors en Division d'Honneur, le plus haut niveau national belge. Il s'impose comme le titulaire au poste de [défenseur] mais sa carrière est interrompue par le déclenchement de la Seconde Guerre mondiale. Lorsque les compétitions reprennent sous l'Occupation allemande, le club joue les premiers rôles et, emmené par l'attaquant prolifique Albert De Cleyn, décroche son premier titre de champion national en 1943. Après la fin du conflit, le club décroche deux autres titres nationaux, en 1946 et 1948, avec chaque fois Jules Van Den Driesch dans les buts.
Les bonnes prestations du joueur font du club malinois la meilleure défense du pays et lui permettent d'être convoqué en équipe nationale belge en 1947 pour disputer un match amical aux Pays-Bas mais il reste sur le banc durant toute la rencontre. Jules Van Den Driesch poursuit sa carrière à Malines jusqu'en 1952 quand il décide de prendre sa retraite sportive à 34 ans. Il meurt le 7 mars 1991.

## Statistiques
| Saison                | Club                  | Championnat           | Championnat | Championnat | Coupe(s) nationale(s) | Coupe(s) nationale(s) | Total | Total |
| Saison                | Club                  | Division              | M.          | B.          | M.                    | B.                    | M.    | B.    |
| 1937-1938             | RFC Malinois          | Division 1            | 3           | 0           | 0                     | 0                     | 3     | 0     |
| 1938-1939             | RFC Malinois          | Division 1            | 26          | 0           | 0                     | 0                     | 26    | 0     |
| 1941-1942             | RFC Malinois          | Division 1            | 22          | 1           | 0                     | 0                     | 22    | 1     |
| 1942-1943             | RFC Malinois          | Division 1            | 30          | 1           | 0                     | 0                     | 30    | 1     |
| 1943-1944             | RFC Malinois          | Division 1            | 23          | 0           | 0                     | 0                     | 23    | 0     |
| 1945-1946             | RFC Malinois          | Division 1            | 33          | 1           | 0                     | 0                     | 33    | 1     |
| 1946-1947             | RFC Malinois          | Division 1            | 33          | 4           | 0                     | 0                     | 33    | 4     |
| 1947-1948             | RFC Malinois          | Division 1            | 27          | 1           | 0                     | 0                     | 27    | 1     |
| 1948-1949             | RFC Malinois          | Division 1            | 26          | 6           | 0                     | 0                     | 26    | 6     |
| 1949-1950             | RFC Malinois          | Division 1            | 26          | 2           | 0                     | 0                     | 26    | 2     |
| 1950-1951             | RFC Malinois          | Division 1            | 14          | 2           | 0                     | 0                     | 14    | 2     |
| 1951-1952             | RFC Malinois          | Division 1            | 5           | 0           | 0                     | 0                     | 5     | 0     |
| Total sur la carrière | Total sur la carrière | Total sur la carrière | 268         | 18          | 0                     | 0                     | 268   | 18    |

## Carrière internationale
Jules Vandendriesch est convoqué une fois en équipe nationale belge le 7 avril 1947 pour disputer une rencontre amicale aux Pays-Bas mais il reste durant toute la rencontre sur le banc des remplaçants et n'a donc jamais joué avec les « Diables Rouges ».
Le tableau ci-dessous reprend toutes les sélections de Jules Vandendriesch. Les matches non joués sont indiqués en italique. Le score de la Belgique est toujours indiqué en gras.
| Date       | Compétition  | Adversaire | Lieu      | Score | Remarque |
| ---------- | ------------ | ---------- | --------- | ----- | -------- |
| 07/04/1947 | Match amical | Pays-Bas   | Amsterdam | 2-1   |          |